# Mariensequenz aus Seckau
Bei der Mariensequenz aus Seckau (Seckauer Mariensequenz) handelt es sich um einen fragmentarisch überlieferten gereimten Marienpreis aus dem 12. Jahrhundert, der als mittelhochdeutsche Übersetzung der lateinischen Sequenz Ave praeclara maris stella im Augustiner-Chorherrenstift Seckau in der Steiermark, Österreich, entstanden ist und zur gesanglichen Begleitung der festlichen Liturgie diente. Sie gilt als die früheste erhaltene Sequenz in deutscher Sprache. Das zentrale Thema ist die Verehrung Marias in ihrer Rolle als Jungfrau und Mutter sowie die Bedeutung der Verkündigung an Maria für die Heilsbotschaft des christlichen Glaubens.

## Entstehung und Überlieferung

### Überlieferungslage
Die Seckauer Mariensequenz entstand um die Mitte des 12. Jahrhunderts als Übersetzung der lateinischen Sequenz Ave praeclara maris stella, einer Dichtung des Benediktinermönchs Hermann von Reichenau (Hermannus Contractus, 1013–1054).
Überliefert ist die Seckauer Mariensequenz auf Blatt 8v der Grazer Handschrift UB Ms. 287, die in der ersten Hälfte des 13. Jahrhunderts angefertigt wurde und heute in der Universitätsbibliothek Graz liegt. Es handelt sich dabei um das Faszikel eines deutsch-lateinischen Nonnengebetsbuches der Seckauer Chorfrauen – enthalten sind neben der Seckauer Mariensequenz auch ein Calendarium mit Monatsregeln (Grazer Monatsregeln), Zeittafeln zur Berechnung des Ostertermins und mehrere Buchmalereien, die Themen der Heilsgeschichte abbilden. In der Handschrift ist nur ein Teil der Sequenz erhalten, insgesamt 38 Verse bis zum Seitenende – das folgende Blatt, das vermutlich den Rest der Dichtung enthielt, wurde herausgeschnitten und ist verloren.
Da in früheren Forschungen eine Herkunft aus dem Stift St. Lambrecht angenommen wurde, findet sich in älteren Textausgaben auch die Bezeichnung ‚Mariensequenz aus St. Lambrecht’ – diese These wurde jedoch widerlegt, und seither ist die Bezeichnung ‚Seckauer Mariensequenz’ gebräuchlich.
In der Frage der Autorschaft gibt es keine genauen Anhaltspunkte: Der Verfasser der Seckauer Mariensequenz ist nicht bekannt. Auch die Datierung ist, ähnlich wie der Herkunftsort, nicht unstrittig belegt: Aufgrund des Stils wird die Entstehung der Sequenz von einigen Forschern auf die erste Hälfte des 12. Jahrhunderts festgelegt, noch vor 1140, andere wiederum stellen inhaltliche Kriterien in den Vordergrund und berufen sich auf die in der Sequenz erkennbare Tendenz zur Vermenschlichung des Marienbildes (vgl. Entstehungshintergrund), wovon sich die Datierung in die zweite Hälfte des 12. Jahrhunderts, auf etwa 1150/70, ableitet. Trotz Uneinigkeit in der Datierung gilt die Seckauer Mariensequenz insgesamt als die älteste deutschsprachige Mariensequenz und gehört damit zu den besonders bedeutenden Errungenschaften der mittelhochdeutschen mariologischen Dichtung in der Steiermark.

### Entstehungshintergrund
Die Einordnung der Dichtung in die Gattung ‚Sequenz’ wird durch die rubrizierte Betitelung ‚sequentia’ an der rechten Seite der ersten Zeile in der Handschrift selbst festgelegt. Form und Metrik, die verwendeten Allegorien, das hymnische ‚du’ sowie die Bezeichnung ‚sequentia’ und nicht zuletzt die deutlichen Verbindungen zur Vorlage Ave praeclara maris stella zeigen die Nähe zur lateinischen Marienlyrik. In der Seckauer Mariensequenz wird die Ausweitung der Marienverehrung bis in den Bereich der Volkssprache und damit ein Vordringen der Mariologie bis zu den illiteraten Laien sichtbar: Maria gewinnt als Bezugspunkt der Volksfrömmigkeit immer mehr an Bedeutung. Auch wurde ab der 2. Hälfte des 11. Jahrhunderts die Inkarnation Gottes zu einem wichtigen Thema der Liturgie, sodass das Verhältnis von Maria zu Gott/Jesus auf der Ebene eines Verhältnisses von Mutter und Kind präsentiert und das Wunder der menschlichen Geburt Gottes durch Maria hervorgehoben wurde. Im Zusammenhang damit zeigt sich im eigenständigen Teil der Seckauer Mariensequenz eine weitere neue Konzeption: die Vorstellung einer Mitwirkung Marias an der Erlösung.
Die konzeptuellen und inhaltlichen Unterschiede, die sich beim Vergleich mit der lateinischen Vorlage finden, lassen sich großteils durch die Veränderungen in der Tradition der Marienfrömmigkeit des 12. Jahrhunderts erklären. Durch die Stellung der Mariensequenz im Nonnenbrevier der Seckauer Chorfrauen und die starke Fokussierung auf Maria und den weiblichen Aspekt der Erlösung wird dem Inhalt des Gebetsbuches und der gesamten Heilsgeschichte ein mariologischer Akzent verliehen, der in direktem Bezug zum Benutzerkreis, den Seckauer Chorfrauen, gesehen werden kann.

## Aufbau und Inhalt

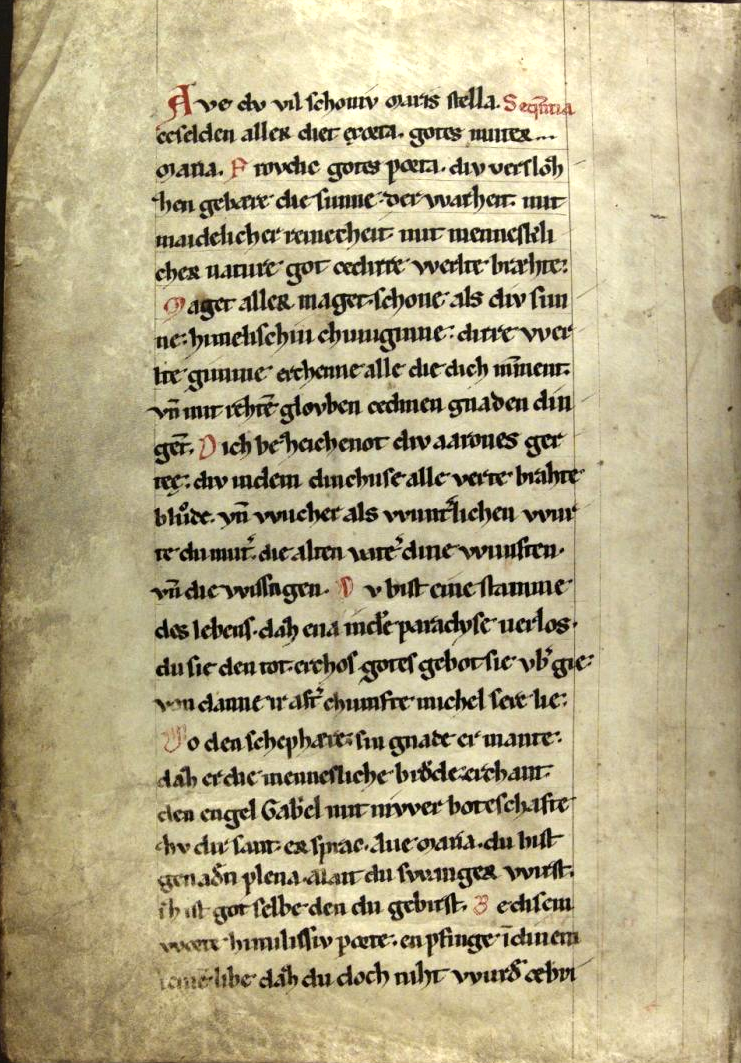
Digitalisat von Blatt 8v der Grazer Handschrift Ms 287, 13. Jahrhundert

Formal wie auch inhaltlich wird in der Seckauer Mariensequenz zunächst das Muster der lateinischen Vorlage verfolgt. Direkte Parallelen lassen sich durch eine deutliche Anlehnung an den Strophenbau der lateinischen Sequenz und die teilweise Übernahme lateinischer Reimwörter in den mittelhochdeutschen Text erkennen. Allerdings lässt sich vor allem in Bezug auf inhaltliche Schwerpunkte eine zunehmende Abweichung vom Muster der lateinischen Vorlage feststellen.

### Formaler Aufbau
Erhalten sind 38 Verszeilen der Mariensequenz, die fortlaufend niedergeschrieben sind und sich durch die rubrizierten Initialen in der Handschrift in sieben Strophen/Versikel einteilen lassen. Nicht ganz einheitlich wird das Schema der paarweise gebundenen Kurzzeile verwendet – die erste Strophe besteht aus nur drei Zeilen, die durch einen dreifachen Endreim verbunden sind. Auch die Kurzzeilen sind im Gegensatz zur lateinischen Vorlage – bis auf kleine Unregelmäßigkeiten – durch Endreime jeweils paarweise gereimt. Die Form der paarweise gereimten Kurzzeile wird allerdings nicht in jeder Edition verwendet, bei Friedrich Maurer etwa wird die Sequenz in Langzeilenstrophenform wiedergegeben. Einige Textausgaben (wie die von Maurer) zeigen eine weitere Abweichung: Da auch in Strophe 6 die ersten drei Verszeilen durch einen gemeinsamen Reim verbunden sind und dies mit einem inhaltlichen Einschnitt einhergeht, werden in manchen Editionen diese ersten drei Verszeilen der 6. Strophe als eigene Strophe gerechnet, sodass der Text in insgesamt acht Strophen eingeteilt wird.
Eine weitere Annahme ist, dass die Sequenz – mit Ausnahme der dreigereimten Eingangsversikel – aus Doppelstrophen aufgebaut ist: Demnach sind die Versikel 2 und 3, 4 und 5 bzw. 7 und 8 als Parallel-Versikel zu betrachten und nach derselben Melodie zu singen. Zweifel an dieser Theorie äußert unter anderem Maurer, der die Unregelmäßigkeiten im Bau der Kadenzen als Gegenargument für unmittelbare Zusammenhänge zwischen den einzelnen Strophen anführt.

### Inhaltliche Gliederung
Die Strophen 1–5 folgen bis auf einige Abweichungen dem Muster der Sequenz Ave praeclara maris stella. Im Verlauf der Seckauer Mariensequenz entfernt sich der Inhalt jedoch zunehmend von der Vorlage und entwickelt sich eigenständig weiter, sodass Bedeutungsakzente verschoben werden und teils gänzlich neue Elemente hinzukommen. Im Zentrum steht die Verehrung Marias in ihrer besonderen Rolle als Jungfrau und Gottesmutter sowie die Heilsbotschaft der Verkündigung.
Enge Parallelen zur Vorlage lassen sich vor allem in den ersten beiden Strophen durch die direkte Verwendung der lateinischen Worte erkennen: Die erste Verszeile (Ave, du vil schoniu maris stella) eröffnet die Sequenz mit dem Gruß an Maria und ist eine fast unveränderte Übernahme des lateinischen Eingangsverses Ave praeclara maris stella. Ebenfalls aus dem Lateinischen übernommen werden die Reimwörter (ex-)orta und porta in den Folgeversen. Auffallend ist hierbei die Anrede Marias als gotes muter, die Marias Rolle als Mutter betont und sie damit den Menschen näherbringt – in der lateinischen Vorlage findet sich dieses Attribut nicht. Auch die typologische Verbindung von Eva und Maria (Strophe 5) ist neu im Vergleich zur lateinischen Vorlage, ebenso wie die Beschreibung der Abkunft Marias von Aarones gerte anstatt von stirpis Jesse (Strophe 4). Diese inhaltlichen Veränderungen scheinen in direktem Bezug zur völligen Abweichung von der Vorlage ab Strophe 6 zu stehen: Hier rücken die Verkündigung an Maria und das Wunder der unbefleckten Empfängnis in den zentralen Fokus, wobei Maria als jungfräuliche Gottesmutter und Aufhebung von Evas Erbsünde verehrt wird. Wie sich die inhaltliche Abweichung weiterentwickelt, ist nicht absehbar, da der Text bei Vers 38 mitten in der Verkündigungsszene abbricht.
1 Ave, du vil schoniu maris stella,

ce saelden aller diet exorta,

gotes muter Maria.

2 Frou dich, gotes porta,

diu verslozzen gebaere

die sunne der warheit

mit maidelicher reinecheit,

mit mennesklicher nature

got ce dirre werlte braehte.

3 Maget aller magede,

schone als diu sunne,

himelischiu chuniginne,

dirre werlte gimme,

erchenne alle die dich minnent

und mit rehtem glouben ce dinen gnaden dingent.

4 Dich bezeichenot diu Aarones gerte,

diu in dem dinchuse alle verte

brahte bluode und wucher:

als wunterlichen wurte du muter.

die alten vater din e

wunschten und die wissagen.

5 Du bis eine stamme

des lebens, daz Eva

in dem paradyse verlos,

du sie den tot erchos.

gotes gebot sie ubergie,

von danne ir afterchumfte michel sere lie.

6 Do den schephaere sin gnade ermante,

daz er die mennesliche brode erchante,

den engel Gabriel mit niwer botschafte zu dir sante.

er sprach: ‚Ave Maria,

du bis genaden plena.

mait du swanger wirst,

iz ist got selbe, den du gebirst.’

7 Be disem worte,

himilischiu porte,

enpfinge in dinem reinen libe,

daz du doch niht wurde ce wi<be>

[…]
Gegrüßet seist du, wunderschöner Meerstern, aufgegangen zum Heile aller Menschen, (Gottes Mutter Maria). Freue dich, Pforte Gottes, die du verschlossen gebarst die Sonne der Wahrheit in jungfräulicher Reinheit und Gott in menschlicher Natur auf diese Welt brachtest. Jungfrau aller Jungfrauen, schön wie die Sonne, himmlische Königin, Edelstein dieser Welt, erkenne alle, die dich lieben und in rechtem Glauben auf deine Gnade hoffen. Dich bezeichnet der Stab Aarons, der in der Bundeshütte allseits Blüten und Frucht trug: Ebenso wundersam wurdest du Mutter. Die alten Väter wünschten und prophezeiten dich zuvor. Du bist allein der Stamm des Lebens, das Eva im Paradies verloren hatte, als sie den Tod erwählte. Gottes Gebot übertrat sie und hinterließ dadurch ihrer Nachkommenschaft großen Schmerz. Als den Schöpfer seine Gnade gemahnte, die menschliche Schwäche (verzeihend) anzuerkennen, sandte er den Engel Gabriel mit neuer Botschaft zu dir. Er sprach: „Gegrüßet seist du, Maria, du bist voll der Gnaden. Als Jungfrau wirst du schwanger. Es ist Gott selbst, den du gebären wirst.“ Mit diesem Wort, himmlische Pforte, empfingst du in deinem reinen Leib, so daß du doch nicht zur Frau wurdest […]

### Typologie, Allegorie und Symbolik
Die Allegorien aus der lateinischen Vorlage werden bis Strophe 4 großteils übernommen, mit Strophe 5 geht die Seckauer Mariensequenz durch die Übernahme der biblischen Verkündigungsszene aus dem Lukasevangelium in einen nichtallegorischen, erzählenden Abschnitt über.
Eingeleitet wird die Sequenz mit der Anrufung Marias (Strophe 1–3), wobei Maria mit zahlreichen lobenden Attributen bezeichnet wird, die allegorische Bedeutung tragen: vil schoniu maris stella, gotes muter, gotes porta, sunne der warheit, maget aller magede, himelischiu chuniginne, etc. Die Anrede als vil schoniu maris stella, / ce saelden aller diet exorta (‚wunderschöner Meerstern, aufgegangen zum Heile aller Menschen’) ist ein Bild für das Licht, das den Menschen das Heil bringt, und wird in der Sequenz direkt auf Maria als Mutter Gottes und ihre damit zusammenhängende Erlöserfunktion bezogen. Die Bezeichnung Marias als gotes porta, / diu verslozzen gebaere (‚Gottes Pforte, die verschlossen gebar’) wird allegorisch auf die jungfräuliche Empfängnis ausgelegt und steht in engem Zusammenhang mit dem Attribut der Reinheit (reinecheit) und dem Wunder der Menschwerdung Gottes. Eine Anspielung auf die paulinische Trias von Glaube, Liebe und Hoffnung findet sich in Strophe 3: erchenne alle die dich minnent / und mit rehtem glouben ce dinen gnaden dingent. Hierauf folgt ein Abschnitt, in dem Marias auserwählte Stellung und das Wunder ihrer Mutterschaft beschrieben werden: Durch typologische Verknüpfungen zwischen Altem Testament und Neuem Testament wird Maria als jene dargestellt, die Evas Erbsünde aufhebt (Strophe 5) und damit die Prophezeiungen und Wünsche der alten Väter erfüllt (Strophe 4). Die Verknüpfung wird, wie auch in der mittelalterlichen Wortmagie üblich, durch Bezugnahme auf die Worte Eva und Ave verdeutlicht, indem der Gruß an Maria (‚Ave’) die Umkehrung des Namens Eva ist, genau wie Maria die Aufhebung der Erbsünde Evas bringen soll.

## Sangbarkeit
Schon früh waren Sequenzen Teil der liturgischen Praxis, sie dienten zur Begleitung der Messe und hatten einen engen Bezug zu bestimmten Festtagen. Ihre Funktion war dabei einerseits das Lob Gottes, andererseits die Belehrung der Gemeinde – zu diesem Zweck wurden auch Kirchenlieder in deutscher Sprache verfasst, sodass die nicht lateinkundigen Laien in die Liturgie eingebunden werden konnten. Die Seckauer Mariensequenz zeigt sich als eine dieser frühen liturgischen Dichtungen in der Volkssprache. Sie wurde, wie der Inhalt vermuten lässt, zum Anlass der Feierlichkeiten von Mariä Verkündigung verfasst und als Teil des festlichen Chorgesangs in einem Nonnengebetsbuch aufgezeichnet.
Trotz der großen Freiheit der Mariensequenz in Bezug auf Versrhythmus, Kadenzen und Reime und obwohl für die Seckauer Mariensequenz keine Noten überliefert sind, muss nicht davon ausgegangen werden, dass sie nicht gesungen wurde, denn generell sind nur selten vollständige Melodien zu den Sequenzen überliefert. Daher geht die Hymnologie-Forschung von einem gesanglichen Vollzug aus: Es ist erwiesen, dass sich die damals gängigen Melodien der Sequenzen aus der Melodie des Alleluja heraus entwickelten und die Sequenzen somit Teil der gesungenen Liturgie waren.

## Weiterwirken
Die Seckauer Mariensequenz entstand zu einer Zeit, in der die Marienfrömmigkeit große Verbreitung fand und sich deshalb auch auf die volkssprachlichen Bereiche ausweitete. Die lateinische Sequenz Ave praeclara maris stella aus dem 11. Jahrhundert diente nachweislich nicht nur für die Seckauer Mariensequenz als Vorbild, sondern inspirierte mehrere Wiedergaben in deutscher Sprache – so etwa auch die Mariensequenz aus Muri, die außerdem eine intertextuelle Anlehnung an die Seckauer Mariensequenz aufweist; der Verfasser der Mariensequenz aus Muri muss die Version aus Seckau demnach gekannt haben.
Die Seckauer Mariensequenz ist somit nicht nur die erste überlieferte Sequenz in deutscher Sprache, sie ist auch eine der frühen Ausformungen volkssprachlicher Marienlyrik, deren Tradition nicht nur regional, sondern auch zeitlich einen weitreichenden Einfluss im gesamten Mittelalter und darüber hinaus zeigt (vgl. der Marienleich von Frauenlob oder Walthers von der Vogelweide; Mariensymbolik im Minnesang; Mariendichtung der geistlichen Literatur).

### Textausgaben
- Hans Joachim Gernentz (Hrsg.): Kleinere deutsche Gedichte des 11. und 12. Jahrhunderts. Nach der Ausgabe von Albert Waag. 4. Aufl. Leipzig: VEB Bibliographisches Institut 1982.

- Fritz Peter Knapp: Geschichte der Literatur in Österreich. Von den Anfängen bis zur Gegenwart, hrsg. von Herbert Zeman. Band 1: Die Literatur des Früh- und Hochmittelalters in den Bistümern Passau, Salzburg, Brixen und Trient von den Anfängen bis zum Jahre 1273. Graz: Akademische Druck- u. Verlagsanstalt 1994, S. 458f.

- Friedrich Maurer (Hrsg.): Die religiösen Dichtungen des 11. und 12. Jahrhunderts. Nach ihren Formen besprochen und hrsg. Band 1. Tübingen: Niemeyer 1964.

### Weiterführende Literatur
- Kurt Bona: Die altdeutsche Dichtung im Unterricht, Diesterweg, Stuttgart, S. 64 ff

- Hennig Brinkmann: ‚Ave praeclara maris stella’ in deutscher Wiedergabe. In: Werner Besch, Günther Jungbluth, Gerhard Meissburger, Eberhard Nellmann (Hrsg.): Studien zur deutschen Literatur und Sprache des Mittelalters. Festschrift für Hugo Moser zum 65. Geburtstag. Berlin: Erich Schmidt Verlag 1974, S. 8–30.

- Horst Brunner: Geschichte der deutschen Literatur des Mittelalters und der Frühen Neuzeit im Überblick. Stuttgart: Reclam 2010 (= RUB 17680).

- Ferdinand Eichler: Über die Herkunft einiger angeblich St. Lambrechter Handschriften. In: Zentralblatt für Bibliothekswesen 35 (1918), S. 49–64.

- Sabina Foidl: Mariensequenz aus Seckau. In: Wolfgang Achnitz (Hrsg.): Deutsches Literatur-Lexikon. Das Mittelalter. Band I: Das geistliche Schrifttum von den Anfängen bis zum Beginn des 14. Jahrhunderts. Berlin/New York: De Gruyter 2011, S. 411f.

- Hartmut Freytag: Die frühmittelhochdeutsche geistliche Dichtung in Österreich. In: Zeman, Herbert (Hrsg.): Die österreichische Literatur. Ihr Profil von den Anfängen im Mittelalter bis ins 18. Jahrhundert (1050–1750) unter Mitwirkung von Fritz Peter Knapp. Teil 1. Graz: Akademische Druck- u. Verlagsanstalt 1986, S. 119–150.

- Ernst Hellgart: Seckauer Handschriften als Träger frühmittelhochdeutscher Texte. In: Alfred Ebenbauer, Fritz Peter Knapp, Anton Schwob (Hrsg.): Die mittelalterliche Literatur in der Steiermark. Akten des Internationalen Symposions Schloß Seggau bei Leibnitz 1984. Jahrbuch für Internationale Germanistik. Reihe A. Kongressberichte. Band 23. Bern/Frankfurt am Main/New York/Paris: Peter Lang 1988.

- Fritz Peter Knapp: Geschichte der Literatur in Österreich. Von den Anfängen bis zur Gegenwart, hrsg. von Herbert Zeman. Band 1: Die Literatur des Früh- und Hochmittelalters in den Bistümern Passau, Salzburg, Brixen und Trient von den Anfängen bis zum Jahre 1273. Graz: Akademische Druck- u. Verlagsanstalt 1994.

- Alfred Kracher: Mittelalterliche Literatur und Dichtung in der Steiermark. In: Literatur in der Steiermark. Beiträge zur Landesausstellung 1976. Arbeiten aus der steiermärkischen Landesbibliothek. Band 15. Graz: Steiermärkische Landesregierung 1976, S. 9–42.

- Andreas Kraß: „Ich gruess dich gerne“. Aspekte historischer Intertextualität am Beispiel von gereimten deutschen Übersetzungen der Mariensequenz ‚Ave praeclara maris stella’ in Mittelalter und Früher Neuzeit. In: Rudolf Bentzinger, Ulrich-Dieter Oppitz, Jürgen Wolf (Hrsg.): Grundlagen. Forschungen, Editionen und Materialien zur deutschen Literatur und Sprache des Mittelalters und der Frühen Neuzeit. ZfdA Beiheft 18. Stuttgart: S. Hirzel 2013, S. 301–314.

- Konrad Kunze: Mariensequenz aus Seckau. In: Kurt Ruh, Gundolf Keil, Werner Schröder, Burghart Wachinger, Franz Josef Worstbrock (Hrsg.): Die deutsche Literatur des Mittelalters. Verfasserlexikon. Band 6. Berlin/New York: De Gruyter 1978, S. 54–56.

- Friedrich Maurer (Hrsg.): Die religiösen Dichtungen des 11. und 12. Jahrhunderts. Band 1. Tübingen: Niemeyer 1964.

- Franz Karl Praßl: Sequenzen in Seckauer Handschriften. Studien zum Sequenzenrepertoire des Proprium de Tempore in den Seckauer liturgischen Handschriften der Grazer Universitätsbibliothek, Diplomarbeit, Graz 1979.

- Gerhard M. Schäfer: Untersuchungen zur deutschsprachigen Marienlyrik des 12. und 13. Jahrhunderts. In: Ulrich Müller, Franz Hundsnurscher, Cornelius Sommer (Hrsg.): Göppinger Arbeiten zur Germanistik. Göppingen: Kümmerle 1971.

## Weiterführende Links
- Handschrift Codex Graz, UB, Ms 287

- Homepage der Sondersammlung UB

- Katalog der SOSA der UB Graz

- Codex-Informationen Handschriftencensus

- Online-Ausgabe der Sequenz

- Online-Version des Ave praeclara maris stella

- Online-Bibel, Evangelium nach Lukas (Verkündigungsszene)

- Homepage Abtei Seckau

- Mehr zur steirischen Literatur – Literaturpfade